# Deuces (Chris Brown)
Deuces è un brano musicale di Chris Brown, in collaborazione con il rapper statunitense Tyga (dei Young Money Entertainment), estratto come primo singolo dal loro mixtape collaborativo, Fan of a Fan e dall'album di Brown, F.A.M.E.. La canzone figura anche la partecipazione del cantante, Kevin McCall, anche produttore del brano. Il brano ha ottenuto una nomination ai Grammy Award nel 2011.
Del brano n'è stato fatto un remix ufficiale con Drake, Kanye West ed André 3000.
Il video musicale prodotto per Deuces è stato diretto dal regista Colin Tilley e prodotto da Andrew Listermann.

## Tracce
CD-Singolo
1. Deuces (featuring Tyga & Kevin McCall) - 4:37
2. No Bulls**t - 4:07

Remix
1. Deuces (Remix) (featuring Drake, Kanye West & André 3000) - 5:39
2. Deuces (Extended Remix) (featuring Drake, Kanye West, Rick Ross, Fabolous, T.I. & André 3000) - 6:44

## Classifiche
| Classifica (2010)        | Posizione più alta |
| ------------------------ | ------------------ |
| Nuova Zelanda            | 23                 |
| Regno Unito              | 68                 |
| US Billboard Hot 100     | 14                 |
| US Hot R&B/Hip-Hop Songs | 1                  |